# 七星农场
七星农场是一个位于中华人民共和国黑龙江省佳木斯市富锦市的类似乡级单位，亦是黑龙江省农垦建三江管理局所属的一个国有农场。
七星农场1956年建场，地处三江平原，总面积1028平方公里，总人口4万。

## 行政区划
七星农场下辖以下单位：
七星场直社区、七星农场第一管理区、七星农场第二管理区、七星农场第三管理区、七星农场第四管理区、七星农场第五管理区和七星农场第六管理区。